# Soğanlı Çayı
Der Soğanlı Çayı ist der linke Quellfluss des Filyos Çayı im Norden der Türkei.
Der Soğanlı Çayı besitzt mehrere Alternativnamen, die er abschnittsweise trägt: Ulu Su, Gerede Çayı, Melan Çayı und Akçay.
Der Soğanlı Çayı entspringt als Ulu Su in der Provinz Bolu am Nordhang des 2400 m hohen Berges Köroğlu Tepe, dem höchsten Berg des Köroğlu Dağları, einem Gebirgszug des Westpontischen Gebirges. 
Der Soğanlı Çayı wendet sich schnell nach Ostnordost. Er fließt als Gerede Çayı südlich an der Kreisstadt Gerede vorbei. Später nimmt er den Çerkeş Çayı rechtsseitig auf und erreicht die Provinz Çankırı. Nach einer ungefähren Fließstrecke von 140 km, an der Provinzgrenze zu Kastamonu, wendet sich der Soğanlı Çayı etwa 5 km nach Norden, um anschließend in überwiegend westnordwestlicher Richtung weiterzufließen. Nun heißt er auch Melan Çayı oder Akçay. Der Fluss erreicht die Provinz Karabük. 10 km südlich der Provinzhauptstadt Karabük mündet der Eskipazar Çayı von Süden kommend in den Fluss. Dieser wendet sich nun nach Norden und vereinigt sich
in Karabük mit dem aus Osten heranströmenden Araç Çayı zum Filyos Çayı.
Der Soğanlı Çayı hat eine Länge von 260 km.